# Provinz Nor Chichas
Nor Chichas ist eine Provinz im östlichen Teil des Departamento Potosí im südamerikanischen Andenstaat Bolivien.

## Lage
Die Provinz Nor Chicas ist eine von sechzehn Provinzen im Departamento Potosí. Sie liegt zwischen 20° 01' und 21° 08' südlicher Breite und zwischen 65° 13' und 66° 17' westlicher Länge. Sie grenzt im Norden an die Provinz José María Linares, im Westen an die Provinz Antonio Quijarro, im Süden an die Provinz Sur Chichas, und im Osten an das Departamento Chuquisaca. Die Provinz erstreckt sich über etwa 120 Kilometer in Ost-West-Richtung und 140 Kilometer in Nord-Süd-Richtung.

## Bevölkerung
Die Einwohnerzahl der Provinz Nor Chichas ist in den vergangenen drei Jahrzehnten abgesehen von leichten Schwankungen weitgehend unverändert geblieben:
| Jahr | Einwohner | Quelle       |
| ---- | --------- | ------------ |
| 1992 | 38 250    | Volkszählung |
| 2001 | 35 323    | Volkszählung |
| 2012 | 42 248    | Volkszählung |
| 2024 | 39 172    | Volkszählung |

Wichtigstes Idiom der Provinz mit 99,5 Prozent ist Quechua, darüber hinaus sprechen 69 Prozent Spanisch. Hauptstadt der Provinz ist Cotagaita mit 3.931 Einwohnern (2012).
92 Prozent der Bevölkerung haben keinen Zugang zu Elektrizität, 87 Prozent leben ohne sanitäre Einrichtungen. 73 Prozent der Bevölkerung arbeiten in der Landwirtschaft, 4,5 Prozent im Bergbau, 4 Prozent in der Industrie, 18,5 Prozent im Bereich Dienstleistungen. 79 Prozent der Bevölkerung sind katholisch, 17 Prozent evangelisch. Frauen stellen 55 Prozent der Bevölkerung der Provinz.

## Gliederung
Die Provinz untergliedert sich bei der letzten Volkszählung von 2024 in die folgenden beiden Verwaltungsbezirke (bolivianisch „Municipios“):
- 05-0601 Municipio Cotagaita – 29.070 Einwohner
- 05-0602 Municipio Vitichi – 10.102 Einwohner

## Ortschaften in der Provinz Nor Chichas
- Municipio Cotagaita
  - Cotagaita 3931 Einw. – Tasna Rosario 2309 Einw. – Ramadas 996 Einw. – Sagrario 889 Einw. – Tasna Buen Retiro 796 Einw. – Totora I 724 Einw. – Iricsina 668 Einw. – Toropalca 513 Einw. – Ascanty 491 Einw. – Tres Cruces 491 Einw. – Tablaya Chica 487 Einw. – Cazón 395 Einw. – Tocla Rancho 387 Einw. – Villa Concepción 378 Einw. – Puquilia 351 Einw. – Cornaca 323 Einw. – Riberalta de Potosí 322 Einw. – Llajta Chimpa 301 Einw. – Tumusla 279 Einw. – Kellaja 271 Einw. – Manzanal 260 Einw. – Cotagaitilla 245 Einw. – Calila 244 Einw. – Escara 220 Einw. – Laytapi 210 Einw. – Vichacla 198 Einw. – Tambo Huayco 146 Einw. – Pampa Grande Collpa Uno 132 Einw. – Cienega 126 Einw. – Quinchamali 124 Einw. – Cruz Pampa 107 Einw. – Mocko Pata 87 Einw. – Jolquencho 86 Einw. – San Antonio 65 Einw. – Mormorque 60 Einw. – Chati 56 Einw. – Quechisla 49 Einw.

- Municipio Vitichi
  - Yawisla 1023 Einw. – Ayoma Baja 521 Einw. – Calvi-Chontola 396 Einw. – Vitichi 394 Einw. – Yurac Cancha 322 Einw. – Estumilla 307 Einw. – Surmajchi 305 Einw. – Ari Palca 291 Einw. – Calcha 285 Einw. – Ampa Ampa 129 Einw. – Kehuaca Grande 107 Einw. – Ayoma Alta 85 Einw. – Agua de Castilla 51 Einw. – Ara 25 Einw.